# Eberswalde (cráter)
Eberswalde,  es un cráter de impacto parcialmente enterrado en Margaritifer Terra, Marte. El cráter Eberswalde se encuentra justo al norte del cráter Holden, un gran cráter que puede haber sido un lago. El cráter de 65,3 km de diámetro, centrado en 24 ° S, 33 ° W, lleva el nombre de una ciudad alemana. Es uno de los sitios propuestos para la Mars 2020. También fue una opción para el rover Curiosity.
Contiene una red de distribución fluvial bien conservada que probablemente en un pasado tuvo agua.